# یواس‌اس ال‌اس‌تی-۸۲۳
یواس‌اس ال‌اس‌تی-۸۲۳ (به انگلیسی: USS LST-823) یک کشتی بود که طول آن ۳۲۸ فوت (۱۰۰ متر) بود. این کشتی در سال ۱۹۴۴ ساخته شد.